# Robert Payne Smith
Robert Payne Smith (* 7. November 1818 in Chipping Campden; † 31. März 1895 in der Kathedrale von Canterbury) war Theologieprofessor an der University of Oxford in der Position des Regius Professor of Divinity und zugleich Canon an der Christ Church. Er war verheiratet mit Catherine Langley.
Payne Smith wurde als einziger Sohn und als zweites von den vier Kindern, die aus der Ehe von Robert und Esther Argles Payne hervorgingen, geboren. Er lernte Hebräisch von seiner älteren Schwester Esther. 1837 erhielt er ein Stipendium am Pembroke College in Oxford, um das Studium für Klassik zu beginnen, welches er 1841 mit Auszeichnung abschloss. 1840 erhielt er das Boden-Stipendium für Sanskrit sowie 1843 das Stipendium Pusey and Ellerton für Hebräisch. Im gleichen Jahr wurde er Bruder des Pembroke, dort dann zunächst zum Diakon, später zum Priester geweiht.
Payne Smith war von 1865 bis 1871 Professor für Theologie an der Universität Oxford, anschließend von 1871 bis 1895 Dekan von Canterbury.
Sein Hauptwerk ist der Thesaurus Syriacus, ein syrisch-lateinisches Wörterbuch, in dem er die gesamte bis dahin bekannte syrische Literatur berücksichtigte. 1903 gab seine Tochter Jessie Payne Margoliouth auf Grundlage des Thesaurus Syriacus ein gekürztes syrisch-englisches Wörterbuch heraus.